# Aptesis verrucata
Aptesis verrucata är en stekelart som beskrevs av Henry Keith Townes, Jr. 1962. Aptesis verrucata ingår i släktet Aptesis och familjen brokparasitsteklar. Inga underarter finns listade.